# Kosteröarna (naturreservat)
Kosteröarna är ett naturreservat i Tjärnö socken i Strömstads kommun i Bohuslän. Det omfattar ögruppen Kosteröarna med omgivande vatten med undantag för öarnas områden med samlad bebyggelse. Reservatet ingår i EU-nätverket Natura 2000 och förvaltas av Västkuststiftelsen.
Kosteröarna har en varierad natur med klapperstensfält, ljunghedar, blomsterrika torrängar och betesmarker. Den kalkrika jordmånen ger förutsättning för en ovanligt rik kärlväxtflora, över 600 arter har dokumenterats vid inventeringar. Däribland olika orkidéer och sällsynta växter som bohusranunkel, martorn och sandtimotej. Detta lockar många olika fjärilar och fågellivet är varierat. Även floran av lavar och svampar är rik.